# کنستانتیوس دوم
فِلاویوس یولیوس کُنْسْتانْتیوس (به لاتین: Flavius Julius Constantius) (زادهٔ ۷ اوت ۳۱۷ – درگذشتهٔ ۳ نوامبر ۳۶۱) ملقب به کنستانتیوس دوم امپراتور روم از ۳۳۷ تا ۳۶۱ بود. او در ابتدا حکومت را به‌طور مشترک با برادرانش کنستانتین دوم (مرگ ۳۴۰) و کنستانس یکم (مرگ ۳۵۰) در اختیار گرفت اما پس از آنها به تنهایی از ۳۵۰ تا ۳۶۱ بر روم فرمان راند.

## سال‌های آغازین و مقام سزاری
کنستانتیوس پسر کنستانتین بزرگ و فائوستا بود و در ۸ یا ۱۳ نوامبر ۳۲۴ از سوی پدرش به عنوان سزار انتخاب و تا ۹ سپتامبر ۳۳۷ با این عنوان در خدمت کنستانتین بزرگ بود. او در ۳۳۲ و هنگامی‌که برادرش کنستانتین دوم در دانوب درگیر جنگ بود به گل فرستاده شد. او سپس با نخستین همسرش که دخترِ عمویش یولیوس کنستانتیوس بود ازدواج کرد. کنستانتین بزرگ در ۳۳۷ درگذشت و کنستانتیوس دوم که درگیر نبردی در شرق بود به سرعت خود را به قسطنطنیه رساند تا آماده‌سازی‌های لازم برای مجلس ترحیم پدرش را انجام دهد.

## امپراتوری مشترک
پس از مرگ کنستانتین، کنستانتیوس دوم همراه با دو برادرش کنستانتین دوم و کنستانس یکم بر تخت امپراتوری نشست. اما این تغییر قدرت بدون خونریزی نبود و دو جانشین دیگر کنستانتین به نام‌های دالماتیوس و هانیبالیانوس که از سوی او برای جانشینی مشترک انتخاب شده بودند به قتل رسیدند. سربازان همچنین شمار دیگری از اعضای خانوادهٔ کنستانتین از جمله برادر ناتنیش کنستانتیوس (پدر امپراتور بعدی ژولیان) را کشتند. تنها افراد مذکر خانواده که از این کشتار جان سالم به در بردند ژولیان و برادر ناتنیش گالوس بودند. تصور بر این است که کنستانتیوس دوم پشت این کشتارها بوده باشد بویژه که ژولیان طی نامه‌ای به آتنی‌ها به‌روشنی کنستانتیوس را قاتل پدرش معرفی می‌کند.
سه برادر امپراتوری روم را بین خود تقسیم کردند و بخش شرقی امپراتوری شامل تراکیه، مقدونیه، یونان، آسیا و مصر به کنستانتیوس دوم رسید. با کشته شدن کنستانس یکم به دست نیروهای ماگننتیوس در ۳۵۰ سرزمین‌های تحت فرمان او به کنستانتیوس دوم رسید. این سرزمین‌ها در عین حال شامل سرزمین‌های کنستانتین دوم که پس از کشته شدنش در جنگ علیه کنستانس در ۳۴۰ به او رسیده بود نیز می‌شد.

## نخستین جنگ با ایران
ایران و روم به مدت ۴ دهه با یکدیگر در صلح بودند اما شاپور دوم، پادشاه ساسانی پس از مرگ کنستانتین بزرگ در ۳۳۸ به روم حمله کرد و این حملات تقریباً به‌طور کامل بر روی دژ استراتژیک رومی‌ها در میان‌رودان متمرکز بود. شاپور سه بار اقدام به محاصرهٔ شهر نصیبین که این دژ در آنجا واقع شده بود کرد و توانست آن را تسخیر نماید. در ۳۴۴ دو کشور درگیر نبرد سنجار شدند که با پیروزی رومیان به پایان رسید.
جنگ‌های شاپور دوم و کنستانتیوس دوم تا ۳۵۰ ادامه یافت و علی‌رغم سرنوشت‌ساز نبودشان بسیار خونبار بودند.

## دوران امپراتوری به تنهایی
کنستانتین دوم در ۳۴۰ و به هنگام حمله به ایتالیا به‌دست پیش‌قراولان سپاه کنستانس کشته شد و کنستانس نیز در ژانویهٔ ۳۵۰ توسط نیروهای ماگننتیوس که خود را امپراتور نامیده بود به قتل رسید. بدین ترنیب کنستانتیوس دوم در آن زمان تنها امپراتور قانونی روم به‌شمار می‌رفت. او در ۳۵۰ به اروپا بازگشت تا شورش دو تن از غاصبان تاج و تخت را سرکوب نماید. وترانیو، فرماندهٔ سپاه دانوب بود که قدرت را در ایلیریکوم (در غرب صربستان امروزی) در دست گرفته و بقیهٔ اروپا نیز در چنگ ماگننتیوس بود. کنستانتیوس توانست تا وترانیو را در نایسوس (نیش امروزی در صربستان) به کناره‌گیری ترغیب نماید، سپس در ۳۵۱ قوای ماگننتیوس را در مورسا (اوسیجک امروزی در صربستان) در هم کوبید. کنستانتیوس در طول این درگیری‌ها پسرعمویش گالوس سزار را به مقام فرمانداری شرق منصوب کرد. اما او حاکمی مستبد بود و کنستانتیوس او را در ۳۵۴ فرا خواند و حکم اعدامش را صادر کرد.

## دومین جنگ با ایران
در ۳۵۷ کنستانتیوس دیداری از رم داشت و سپس به سمت شمال حرکت کرد تا علیه سرمتیها، سوئِوی‌ها و کوادی‌ها در حاشیهٔ دانوب وارد جنگ شود. اما دیری نگذشت که مجبور شد بار دیگر به شرق رفته و وارد جنگ با شاپور دوم شود. شاپور بر شدت حملات خود به دژشهرهای رومیان در میان‌رودان افزوده بود و در ۳۵۹ توانست با پیروزی بر رومیان، آمد و سنجار را فتح نماید.
کنستانتیوس که به‌شدت عقب رانده شده بود از ژولیان خواست تا بخشی از سپاه خود در غرب را به عنوان قوای کمکی برای او بفرستد. اما سربازان ژولیان از انجام این فرمان سرپیچی کردند زیرا معتقد بودند که کنستانتیوس نسبت به موفقیت‌های ژولیان در غرب حسادت ورزیده و پس از پایان یافتن جنگ با ایرانیان علیه ژولیان وارد عمل خواهد شد. پس آنها علیه کنستانتیوس دوم شوریده و ژولیان را در ژانویه یا فوریهٔ ۳۶۰ امپراتور نامیدند.

## شورش ژولیان و مرگ
کنستانتیوس دوم که از این شورش آگاه شده بود در ۳۶۱ نیروهای خود را از میان‌رودان فراخواند و برای مقابله با ژولیان که پیش از این از ۳۵۵ تا آن زمان سزار او در گل بود حرکت کرد. او در زمستان همان سال به سیلیسیا رسید اما ناگهان دچار بیماری و تبی شدید شد و در سوم نوامبر ۳۶۱ ذر Mopsucrene درگذشت. گفته می‌شود که کنستانتیوس برای جلوگیری از بحران جانشینی، ژولیان را جانشین خود اعلام نمود.

## مذهب
کنستانتیوس دوم پس از آنکه یگانه امپراتور روم در ۳۵۳ شد تلاش نمود تا اتحادی مذهبی را برپایهٔ آریانیسم (شاخه‌ای از مسیحیت) در سرتاسر امپراتوری به‌وجود آورد. او قوانینی را علیه بت‌پرستی وضع نمود و دست به تبعید اسقف بانفوذ کلیسای ارتدکس اسکندریه زد. با این حال اتحادی که او خواهانش بود دوام چندانی نیافت.